# Quiznos
Quiznos es una cadena de restaurantes de comida rápida especializada en sándwiches tostados de estilo submarino. Con 4.671 restaurantes en Estados Unidos, es la segunda franquicia de este tipo con más locales del país, sólo superada por Subway.

## Historia
El grupo comenzó a partir de un pequeño negocio. En 1978, un empresario llamado Terrell Braly se hizo con un edificio en Denver donde se asentaba una antigua gasolinera, que convirtió en un restaurante de sándwiches llamado Sandwich World. El gerente del local, Hussain Jaffarie, preparaba sándwiches submarino y bocadillos tostándolos en un horno para pizzas.

### Expansión
En 1983, el restaurante comenzó a ofrecer franquicias para facilitar su expansión, bajo el nombre de Quiznos American, Inc. Para 1987, ya operaban 12 locales de Quiznos en Estados Unidos.Ese mismo año, Rick Schaden, con solo 23 años, y su padre, el abogado aeronáutico Richard Schaden, abrieron su primera franquicia de Quiznos en un centro comercial de Boulder, Colorado. Abrieron tres restaurantes adicionales antes de comprar la cadena, que entonces contaba con 18 locales, a los fundadores en enero de 1991. Tras la adquisición, la rebautizaron como Quiznos Franchise Corp. Rick Schaden se convirtió en presidente y luego en director ejecutivo (CEO) de Quiznos.
Quiznos salió a bolsa en febrero de 1994, mediante una oferta pública inicial de 1,000,000 de acciones a 5 dólares cada una, lo que generó un ingreso de 4,4 millones de dólares. A fines de 1995, la cadena contaba con 103 locales en funcionamiento.

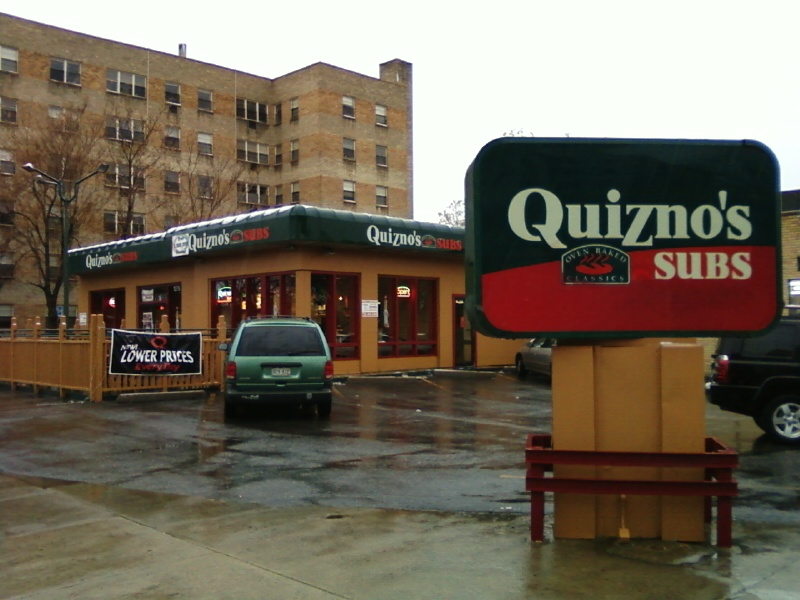
Primer restaurante Quiznos Subs

En 1997, Quiznos se convirtió en la tercera franquicia de sándwiches tipo submarino más grande del mundo, con 278 locales en Estados Unidos y Puerto Rico. La empresa dejó de cotizar en bolsa en junio de 2001.En 2005, la compañía se asoció con Ray Wilson para lanzar una nueva cadena de gimnasios llamada 123 Fit.En su punto máximo, en 2007, existían más de 5,000 franquicias de Quiznos.
Hasta 2005, The Coca-Cola Company fue el principal proveedor de bebidas gaseosas para la franquicia. En 2003, Coca-Cola firmó un acuerdo exclusivo para suministrar bebidas a la franquicia competidora Subway, el cual entraría en vigor dos años después.Como respuesta, Quiznos firmó un acuerdo exclusivo con PepsiCo (excepto en Canadá y en campus universitarios con contratos exclusivos con Coca-Cola) y con Dr Pepper Snapple Group (para ofrecer Dr Pepper), que entraría en vigor el mismo año en que Subway cambiara de proveedor.En 2019, Quiznos volvió a utilizar productos de Coca-Cola, poniendo fin a su relación de 14 años con Pepsi.

### Expansión internacional
El primer local en Canadá (y fuera de los Estados Unidos) abrió en Vancouver en 1996.
El primer local en Europa abrió en 2001 en Peterborough, Inglaterra.
En 2002, Wendy's adquirió los derechos de la marca para franquicias en Australia y, posteriormente, en Nueva Zelanda, pero no tuvo éxito en lanzar la cadena en ninguno de los dos países. Quiznos abrió algunos locales en Australia, pero en 2007 fueron cerrados por la Comisión Australiana de Competencia y Consumo debido a la entrega de información fraudulenta a sus franquiciados. El primer local en México abrió en Monterrey en 2002.
En 2010, la cadena anunció que planeaba expandirse, abriendo locales en más de 40 países y territorios, incluidos Europa, Medio Oriente, el Sudeste Asiático y América Central y del Sur para el año 2012.

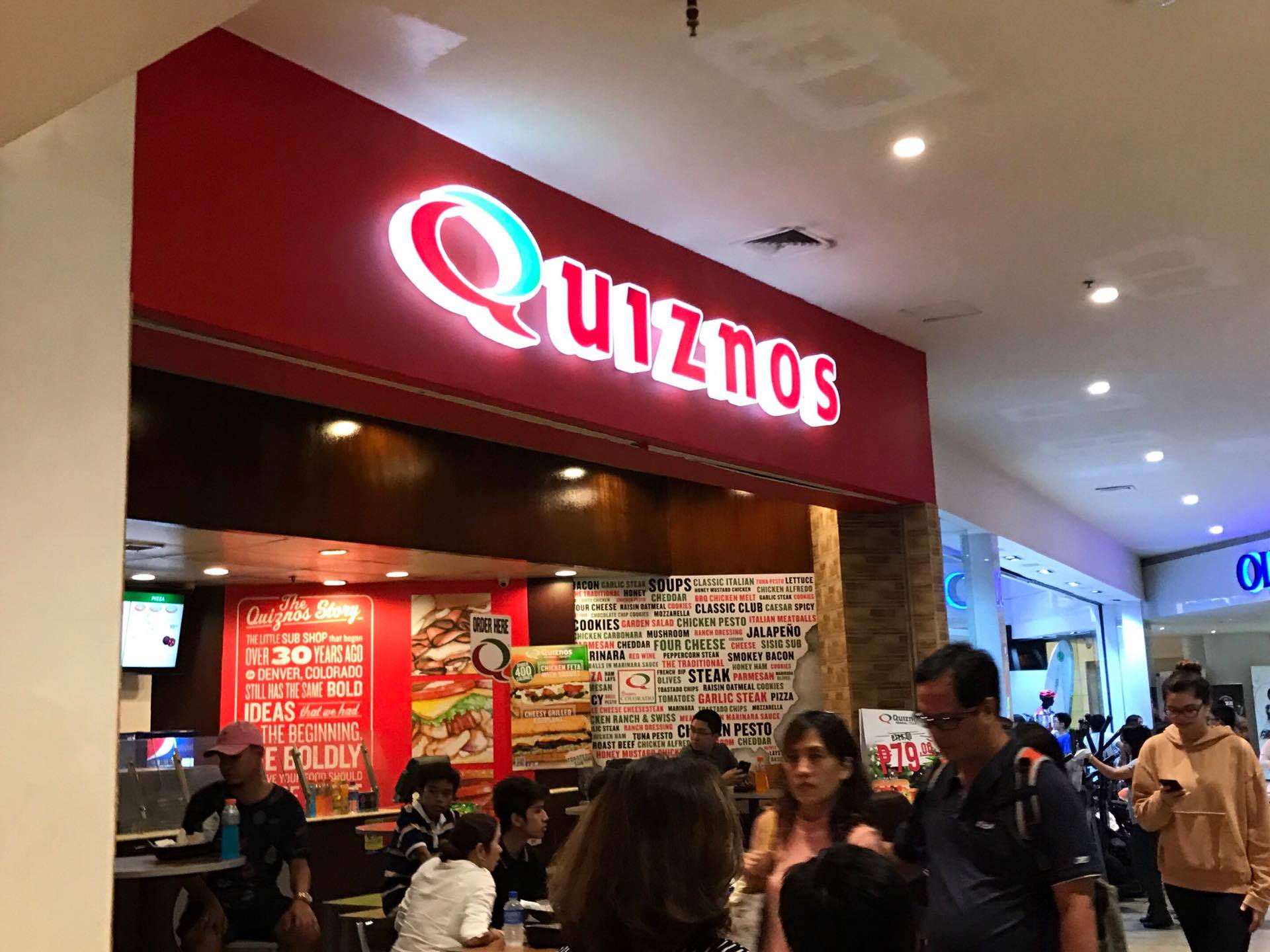
Una de las primeras sucursales de Quiznos en Filipinas

El primer local en India abrió en Hyderabad en 2011,seguido por el primer local en Filipinas, que abrió en 2012.
En julio de 2013, la compañía anunció planes para expandirse a Rusia, con la intención de abrir alrededor de 500 locales.Un artículo de noviembre de 2013 informó que "tras sus éxitos internacionales más recientes en México, Rusia y los Emiratos Árabes Unidos, Quiznos llevará sus sándwiches tostados a Indonesia con la firma de PT Quiznosindo como nuevo franquiciante de la marca. El grupo, liderado por Tan Po Lian, planea abrir 100 locales en Indonesia en los próximos 10 años... La expansión hacia Singapur, Corea del Sur, Filipinas e Indonesia forma parte del plan continuo de desarrollo internacional de Quiznos, que busca abrir más de 1,000 locales internacionales en más de 40 países para el año 2020".
En 2013, Quiznos abrió sus dos primeros locales en Rusia durante el mismo fin de semana en San Petersburgo. En 2014, la cadena inauguró locales en Irak y Pakistán.
Quiznos abrió su primer local en Taiwán, en Taipéi,y también su primer local en los Emiratos Árabes Unidos, en Abu Dabi, en septiembre de 2014.La cadena salió del mercado taiwanés en julio de 2018, según una publicación en la página de Facebook de Quiznos Taiwán.
Quiznos también operó restaurantes en Irlanda a través de Supermac's. Actualmente, todos estos han sido reemplazados por Supersubs, y el único Quiznos que permanece en funcionamiento se encuentra en Dublín.

### Reestructuración
Entre 2007 y 2009, cerraron 1,000 locales de Quiznos en Estados Unidos.Tras el cierre de alrededor de 2,000 restaurantes durante la Gran Recesión, en enero de 2012 el grupo Avenue Capital Group de Nueva York adquirió una participación mayoritaria en la empresa. Con la compra, se eliminó aproximadamente un tercio de la deuda de 900 millones de dólares de la compañía, y se añadieron cerca de 150 millones de dólares en efectivo al balance general.Avenue Capital Group incorporó al especialista en reestructuración Harsha V. Agadi como presidente ejecutivo de Quiznos.También sumaron a Stuart Mathis como director ejecutivo (CEO), expresidente de The UPS Store, quien declaró que la empresa intentaría contrarrestar la caída en ventas promoviendo la calidad de sus productos.

### Quiebra
El 14 de marzo de 2014, Quiznos se acogió al Capítulo 11 de la Ley de Quiebras en el Tribunal de Quiebras de los Estados Unidos para el Distrito de Colorado. La empresa anunció que continuaría operando mientras reestructuraba su deuda y realizaba mejoras operativas.Quiznos salió del proceso de quiebra el 30 de junio de 2014, habiendo reducido su deuda en aproximadamente 400 millones de dólares.

### Post-quiebra
El 1 de diciembre de 2015, Quiznos abrió un restaurante conceptual llamado Quiznos Grill,con la intención de renovar su imagen y ampliar su oferta de menú. Las reseñas iniciales de este local destacaron los altos precios (20 dólares estadounidenses) al agregar ingredientes al sándwich (vegetales, queso, etc.) o al menú (papas, bebidas, etc.). A fines de 2016, el concepto Quiznos Grill fue abandonado y relanzado como Zeps Epiq Sandwiches. Algunos sándwiches de Quiznos Grill se mantuvieron en el menú, mientras que se añadieron opciones vegetarianas, ensaladas, desayunos todo el día y tater tots cargados.
El 11 de junio de 2018, Quiznos anunció que había sido adquirida por High Bluff Capital Partners, una firma con sede en California. La cadena no trasladó su sede central.En 2021, REGO Restaurant Group, la empresa matriz, presentó un nuevo prototipo,el primero de los cuales abrió en Hobbs, Nuevo México.El nuevo formato de la compañía, llamado Qube, consiste en unidades prefabricadas con servicio en automóvil (drive-thru), que se adaptan a terrenos más pequeños, pueden tener una mejor rentabilidad que los restaurantes tradicionales de ladrillo y cemento, y son más económicas y rápidas de construir.
Al 6 de diciembre de 2023, quedaban 145 restaurantes Quiznos en los Estados Unidos, una disminución frente a los 176 que había en 2022.

## Publicidad
La primera gran campaña publicitaria de la compañía fue un éxito durante el Super Bowl de 2002. Los primeros anuncios televisivos destacaban la innovación de tostar los sándwiches, en comparación con la invención de los pantalones (contrastando humorísticamente con hombres que llevaban arbustos como ropa).Un comercial de 2003 mostraba a un hombre (interpretado por Jim Parsons) que había sido “criado por lobos” al alimentarse de una loba.Otras promociones incluyeron una campaña a inicios de 2004 con unas criaturas cantantes, extrañas y con aspecto de roedores, llamadas Spongmonkeys, editadas por Joel Veitch,así como una serie de anuncios de Quiznos en Canadá protagonizados por el comentarista de hockey Don Cherry.En 2005, Quiznos lanzó una campaña publicitaria con Baby Bob.
En junio de 2006, Quiznos presentó su nuevo eslogan: “Eat Up” (“Come bien”).Los anuncios a nivel nacional mostraban un sándwich de Quiznos con vapor saliendo de él, acompañado del lema: “Mmmm... toasty.” (algo así como “Mmmm... bien tostado”). El actor Michael Clarke Duncan fue durante un tiempo la voz en off de todos los comerciales de Quiznos.El 18 de septiembre de 2006, la cadena lanzó su campaña publicitaria más agresiva contra Subway. Llamada “Prime Rib Cheesesteak Challenge” (“El reto del cheesesteak de costilla”), invitaba a los clientes a comparar el nuevo Prime Rib Cheesesteak de Quiznos con el Cheesesteak de Subway. La afirmación era que el de Quiznos contenía el doble de carne. Si los clientes no quedaban satisfechos, podían llenar un formulario, enviarlo junto con su recibo y recibir un cupón para un sándwich gratis.En anuncios posteriores, Quiznos aparecía compitiendo con un restaurante ficticio llamado Wrong Way, que representaba a las cadenas competidoras.
En 2016, la compañía lanzó su programa de fidelización basado en una aplicación móvil.Esta app tenía como objetivo recompensar a los clientes más leales de Quiznos y recopilar comentarios de los usuarios para mejorar sus productos y operaciones.